# جيمس بي. ويلسون
جيمس بي. ويلسون (بالإنجليزية: James B. Wilson)‏ هو لاعب كرة قدم أمريكية أمريكي، ولد في 8 يوليو 1896 في بوفالو في الولايات المتحدة، وتوفي في 1 سبتمبر 1986 في كلارنس في الولايات المتحدة.

## وصلات خارجية
- جيمس بي. ويلسون على موقع مرجع كرة القدم المحترفة.كوم (الإنجليزية)